# Cromatólisis

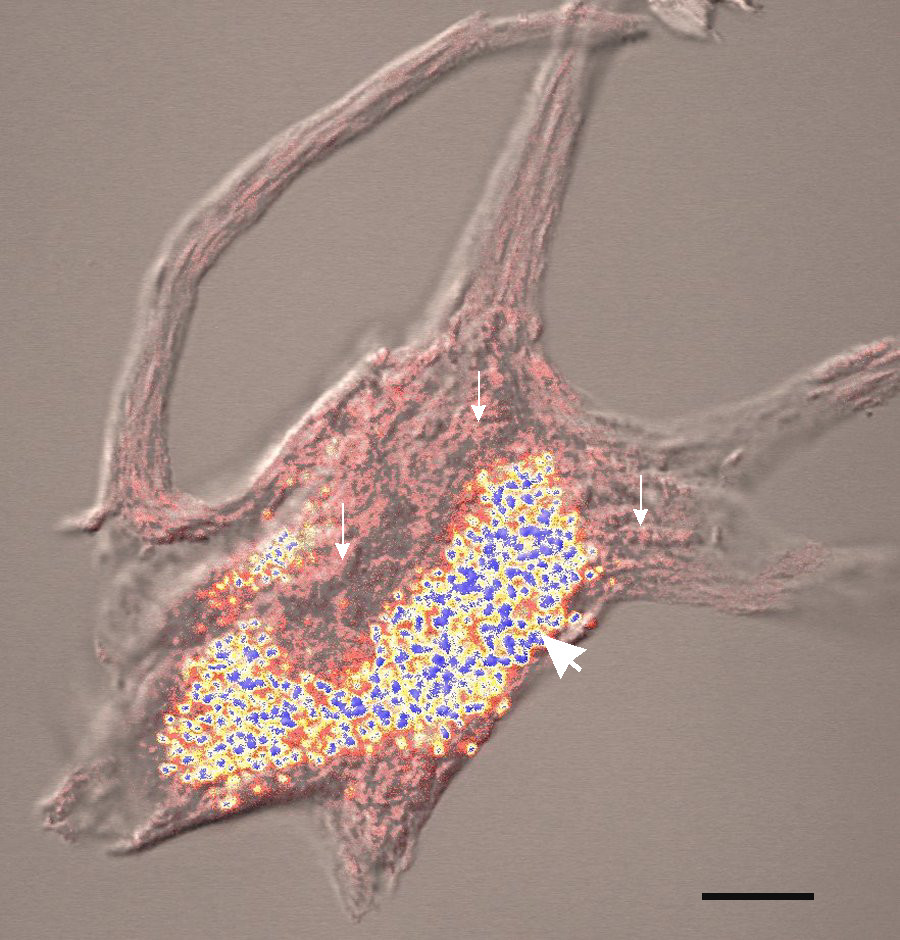
Retención de cuerpos de Nissl en una neurona, que aparecen como minúsculas vesículas de color rosado (flechas pequeñas). La neurona proviene de una lesión de médula espinal teñido con azul de metileno. La barra negra equivale a 25 μm. La flecha grande señala a gránulos de lipofuscina.

La cromatolisis es un término médico que se refiere a la respuesta de las neuronas tras una lesión, es la manera que un axón seccionado se regenera. 

## Sustancia de Nissl
El daño a un axón produce a una serie de cambios bioquímicos y estructurales sobre el cuerpo de la neurona. Estos cambios incluyen la dispersión y destrucción de los llamados cuerpos de Nissl (retículo endoplásmico rugoso y polirribosomoas aglutinados)—también llamado sustancia o grumos de Nissl—que son gránulos que están esparcidos en el citoplasma cuya función es reemplazar las proteínas celulares. La movilización (hacia la periferia) y desaparición de la sustancia de Nissl del citoplasma al cabo de una lesión del axón es el fundamento de la cromatólisis. Asociado a la desaparición de los cuerpos de Nissl,se rearregla el citoesqueleto y acumula fibras intermediarias en el citoplasma. La cromatólisis o desaparición de los grumos de Nissl es también característica de una fatiga neuronal.

## Histología
La cromatólisis no es un proceso visible bajo el microscopio convencional de luz, pero se pueden demostrar algunos de los cambios intracelulares en neuronas o en células de Purkinje del cerebelo con la microscopía electrónica y con inmunohistoquímica. Las neuronas se hinchan, se vuelven más grandes y llenas de vesículas. Estos cambios son característicos de la vejez y de ciertas enfermedades, como la enfermedad de Pick, la pelagra, porfirias y la enfermedad de Alzheimer.